# Hệ thống phân cấp phim ở Hồng Kông

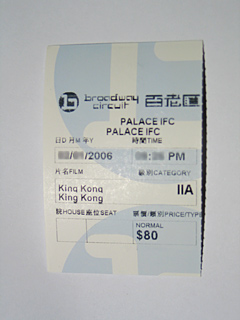
Một vé xem phim King Kong mua ở Hồng Kông, trên có ghi rõ về sự phân cấp cho bộ phim đó

Hệ thống phân cấp phim của Hồng Kông (phồn thể: 香港電影分級制度; giản thể: 香港电影分级制度; Hán Việt: hương cảng điện ảnh phân cấp chế độ) là một hệ thống luật pháp ở Hồng Kông, có nhiệm vụ đánh giá các bộ phim dựa trên nội dung của nó để sắp xếp, phân theo từng cấp độ. Sự phân cấp này sau đó được ghi nhận trên các phương tiện quảng bá những bộ phim được phát hành ở Hồng Kông.

## Lịch sử
Vào thời kỳ đầu của nền điện ảnh Hồng Kông, khi người đến rạp xem phim không cần phân biệt độ tuổi, các bộ phim đã phải làm dưới một quy định khắt khe. Những nhân vật trong phim lúc đó phải tránh những tình huống giết chóc, hay những cảnh quay chốn phòng the. Cho đến năm 1986, với sự xuất hiện của Anh hùng bản sắc, một phim hành động của Ngô Vũ Sâm có nhiều cảnh bạo lực (về sau được xếp hạng IIB) nhưng rất được đón nhận, quần chúng bắt đầu quan ngại đến sự ảnh hưởng của phim ảnh tới giới trẻ. Sau một thời gian thảo luận, hệ thống phân loại phim ở Hồng Kông đã được thiết lập theo "Quy định số 392 về những cảnh quay trong điện ảnh" vào ngày 10 tháng 12 năm 1988. Mục đích chính của việc này là giúp các bậc cha mẹ dễ dàng quản lý con cái, tránh cho chúng xem những phim không phù hợp với lứa tuổi.
Sự phân loại, đánh giá được thực hiện bởi cơ quan cấp phép các sản phẩm giải trí và truyền hình ở Hồng Kông (Television and Entertainment Licensing Authority ). Thời kỳ đầu, họ phân các phim ra làm 3 cấp (三級制), đến năm 1995, vẫn là ba cấp nhưng có thêm hai cấp phụ được phân ra.

## Chế độ phân cấp
| Image             | Text |
| ----------------- | --- |
| Level I           | Cấp I: Phù hợp với mọi đối tượng Bất luận tuổi tác. |
| Level II (Legacy) | Cấp II: Không phù hợp với trẻ em (phân loại từ năm 1995 trở về trước) Khuyến cáo trẻ em phải có sự giám sát của ba mẹ khi xem phim. Ngày nay phân cấp này đã được chia ra làm hai cấp: và |
| Level II-A        | Cấp II-A: Không phù hợp với trẻ em Khuyến cáo trẻ em phải có sự giám sát của ba mẹ khi xem phim.                                                                                          |
| Level II-B        | Cấp II-B: Không phù hợp với thiếu niên và trẻ em Khuyến cáo trẻ em và thiếu niên phải có sự giám sát của ba mẹ khi xem phim.                                                              |
| Level III         | Cấp III: Chỉ dành cho người trên 18 tuổi Cấm người dưới 18 tuổi mua, thuê, mượn hoặc đến rạp xem những phim này.                                                                          |

Trong 4 phân cấp, cấp I, IIA và IIB chỉ là một sự khuyến cáo và không đưa ra hình phạt. Riêng phim cấp III được quản lý chặt chẽ hơn, qua đó, người xem phim, người bán vé sẽ bị xử lý theo pháp luật nếu vi phạm quy định.